# Диканський Мойсей Григорович
Диканський Мойсей Григорович (1869, Харків — 1938, Париж, Франція) — будівельник, теоретик містобудування.

## Біографія
Мойсей Диканський народився у 1869 році в Харкові, в єврейській родині. Батько — купець 1-ї гільдії Диканський Герш Йосифович, мати — Естер Лейбівна. Мойсей мав братів і сестер.
Невідомо, яку освіту отримав Диканський, але навчався він за кордоном. У 1903 році він сам мав свідоцтво купця 1-ї гільдії й відкрив у Харкові будівельну контору.
У 1919 році М. Г. Диканський емігрував до Франції. Жив у Парижі, був членом правління Харківського земляцтва.
Помер М. Г. Диканський у 1938 році.

## Творчість
У Харкові на сьогодні збереглись будинки-пам'ятки архітектури Харкова, побудовані М. Г. Диканським. Проте, немає документів, які би свідчили, що Диканський є автором проєктів.
- 1900 р. — Прибутковий будинок у пров. Короленка, 10.
- 1902 р. — Житловий будинок у пров. Короленка, 19.
- 1904 р. — Прибутковий будинок у пров. Театральному, 5.
- 1905 р. — Житловий будинок на вул. Донця-Захаржевського, 2.
- 1905 р. — Житловий будинок і будівельна контора Диканського на вул. Сумській, 96[3].
- 1905 р. — Прибутковий будинок на вул. Сумській, 98.
- 1905 р. — Житловий будинок на вул. Чернишевській, 80.
- 1908 р. — Друкарня на вул. Донця-Захаржевського, 6/8. Реконструкція у 1930 р. арх. В. С. Андреєва.
- 1913—1914 рр. — Готель «Паласс» по вул. Коцарській, 9.
- 1914 р. — Житловий будинок на вул. Сумській, 88.
- 1914 р. — Житловий будинок на вул. Мироносицькій, 86.

Відомо, що у 1931 р. за його проєктом побудований готель «Хуана» в Антібі (Франція).

## Наукова діяльність і публікації
М. Г. Диканський працював над проблемами містобудування, в Російській імперії вважався авторітетним фахівцем у цій галузі. У своїх наукових працях він аналізував можливості стимулювання державою розвитку та доброустрою міст, заохочування приватної ініціативи у розв'язанні міських проблем.
Його праці друкувались у періодичній пресі, а також окремими виданнями, в Харкові, Москві й Петрограді. Серед публікацій, наприклад, такі:
- Квартирный вопрос и социальные опыты его решения. — СПб, 1908
- Будущее Харькова. По поводу проекта обязательных постановлений по строительной части. — Харків, 1913[5]
- Городской план и жилищная проблема. — Журнал «Зодчий», 1914
- О застройке лечебных местностей с точки зрения современной практики градостроительства. — «Зодчий», 1915
- Постройка городов, их план и красота. — Пг, 1915

## Галерея

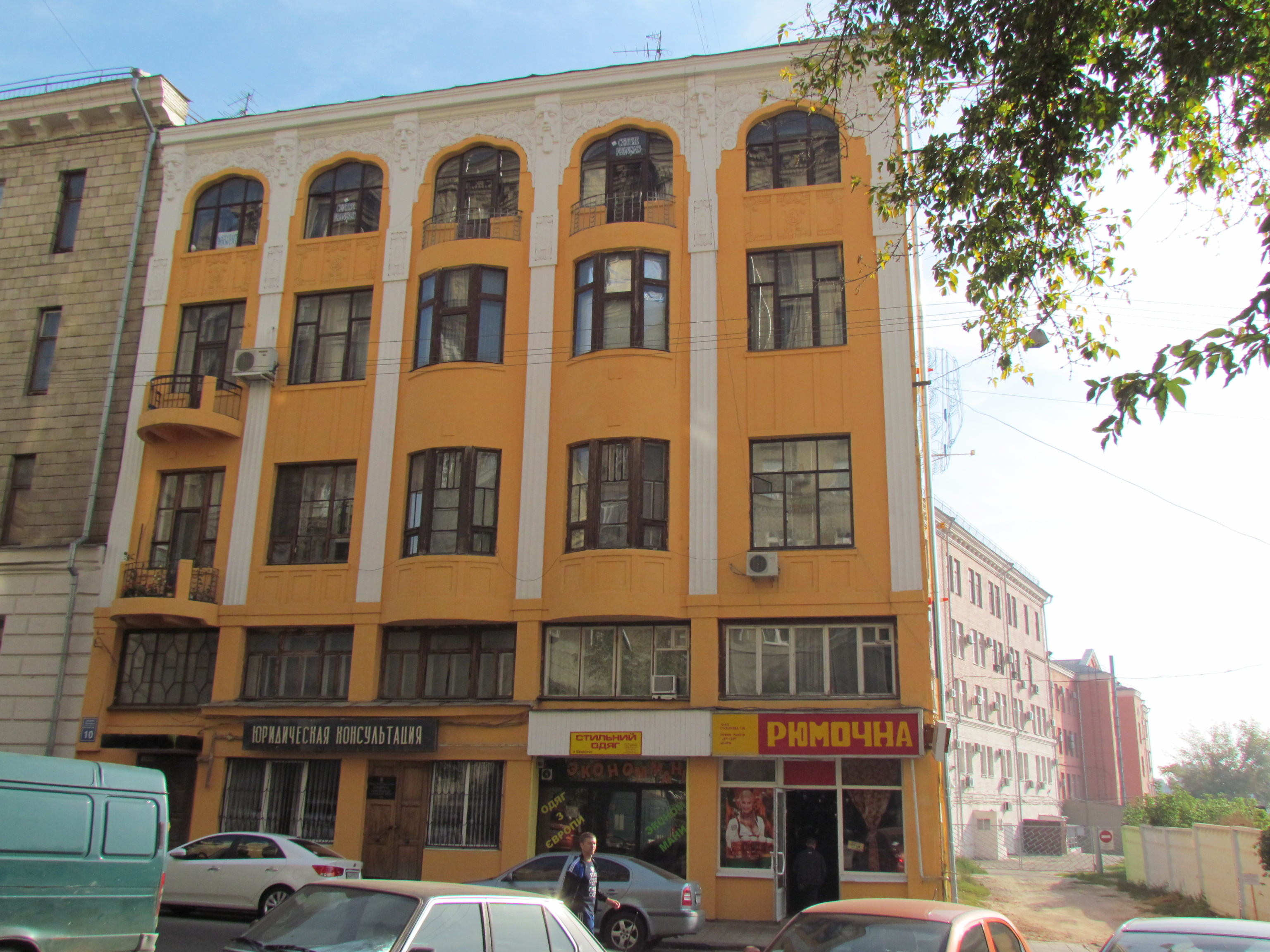
Пров. Короленка, 10
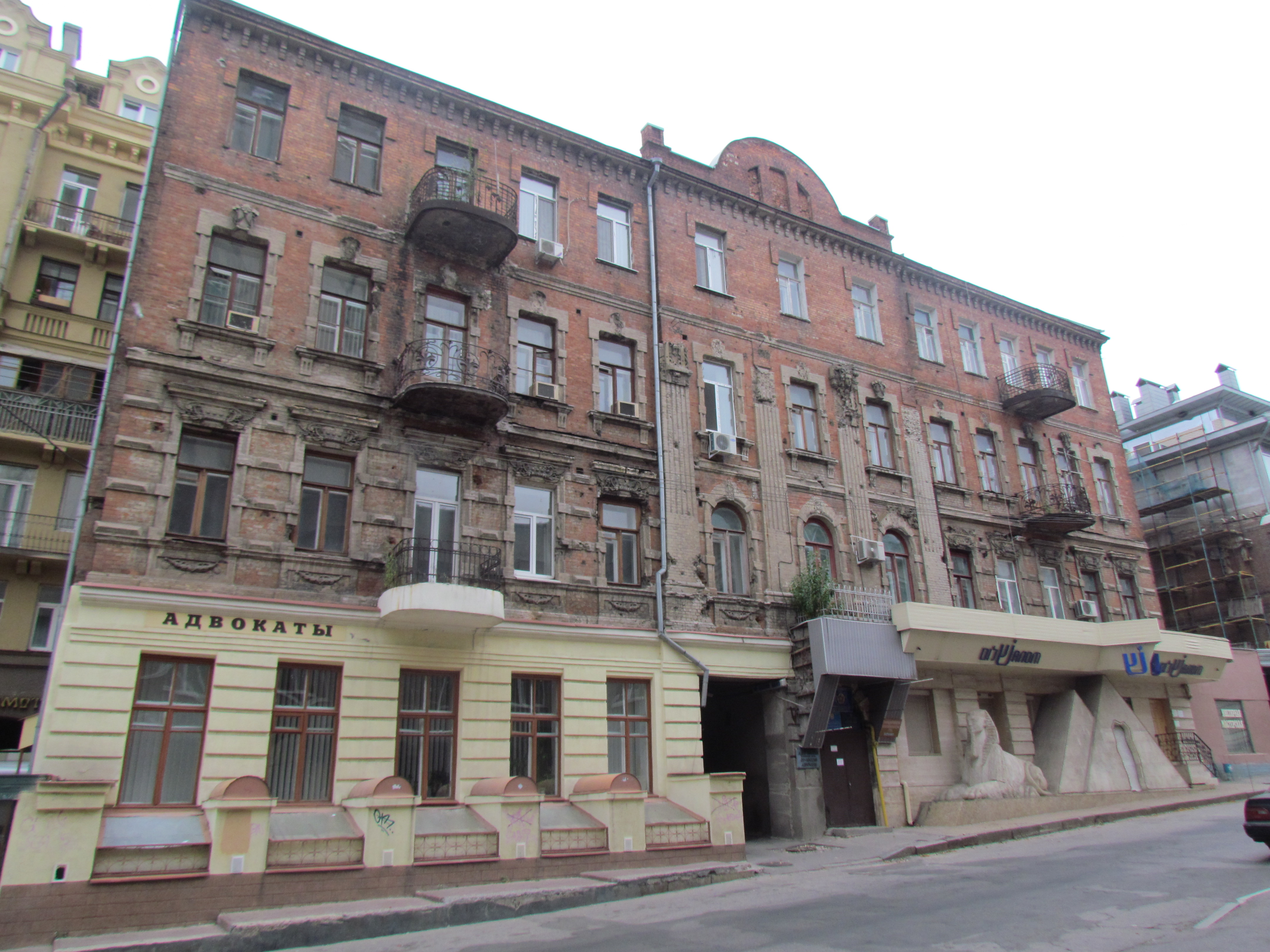
Пров. Короленка, 19
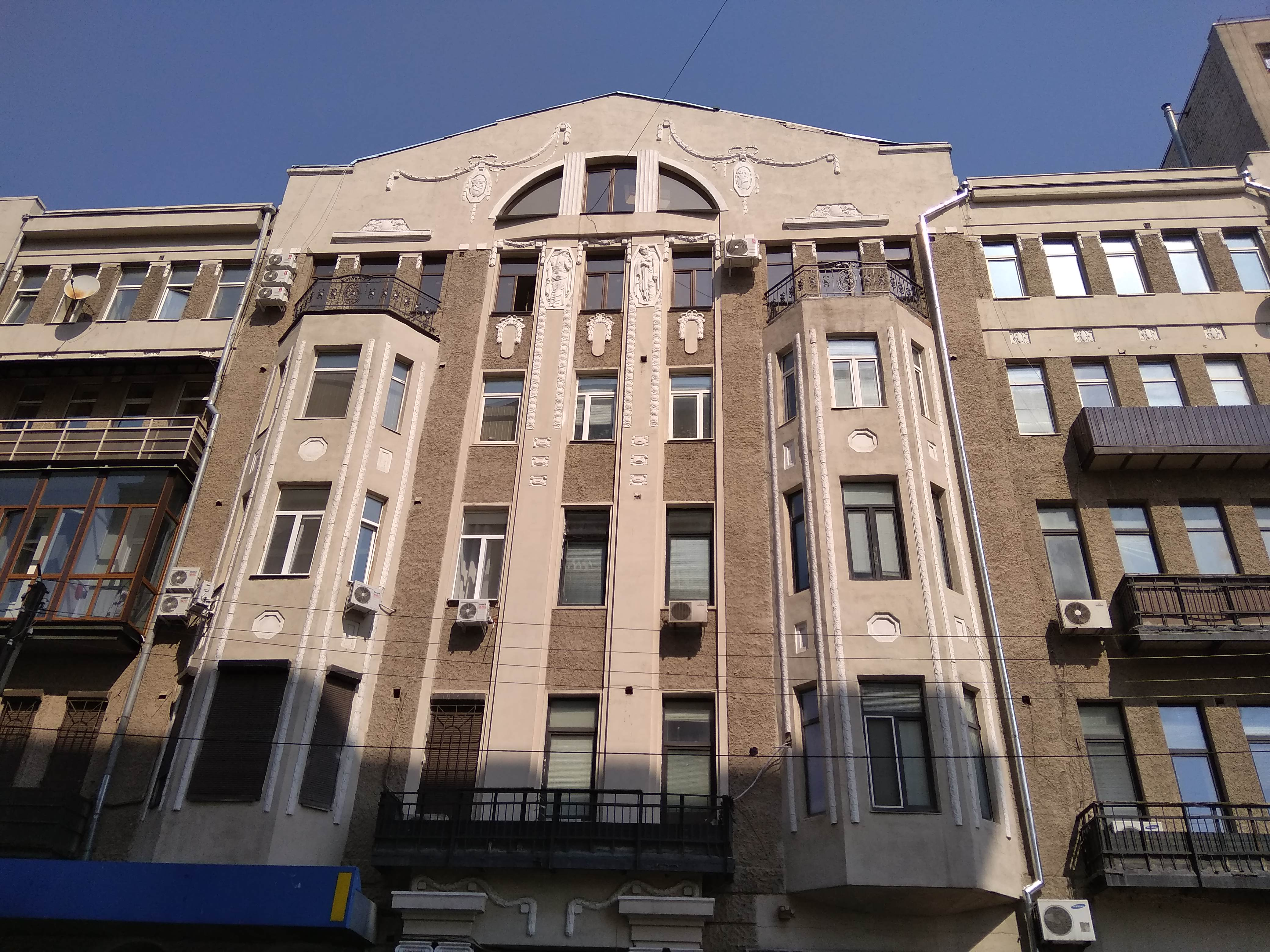
Пров. Театральний, 5
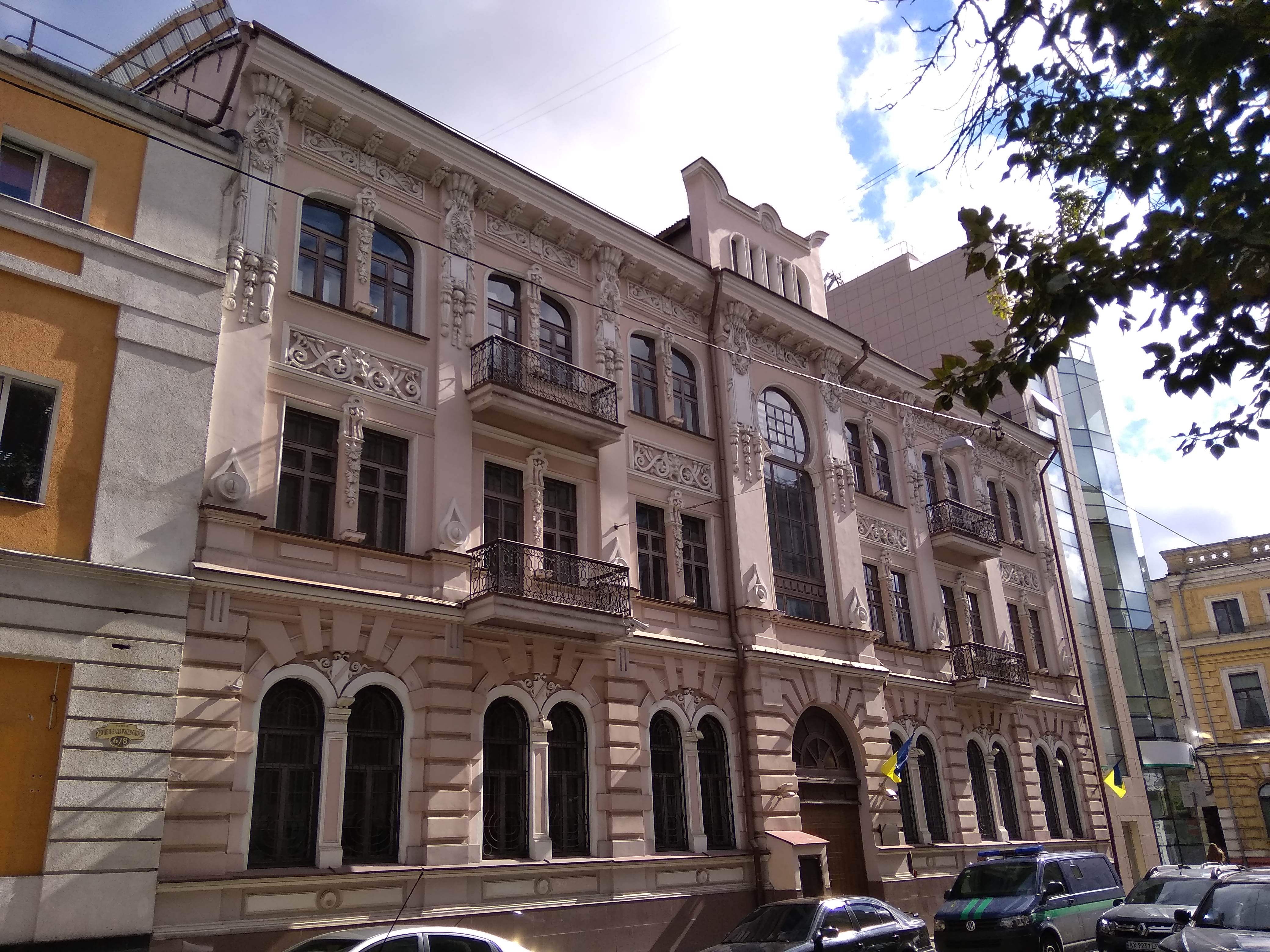
Вул. Донця-Захаржевського, 2
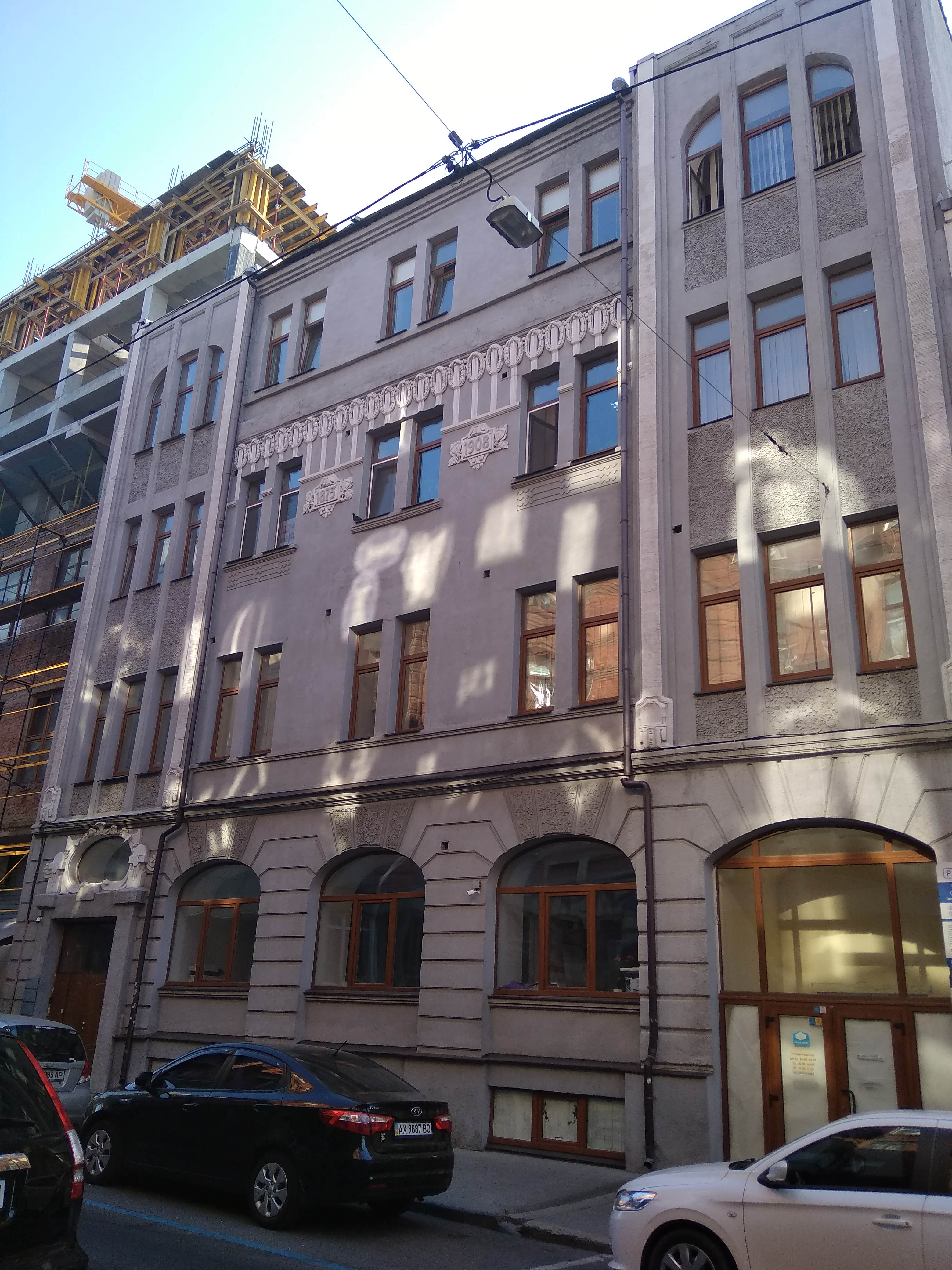
Вул. Донця-Захаржевського, 6/8
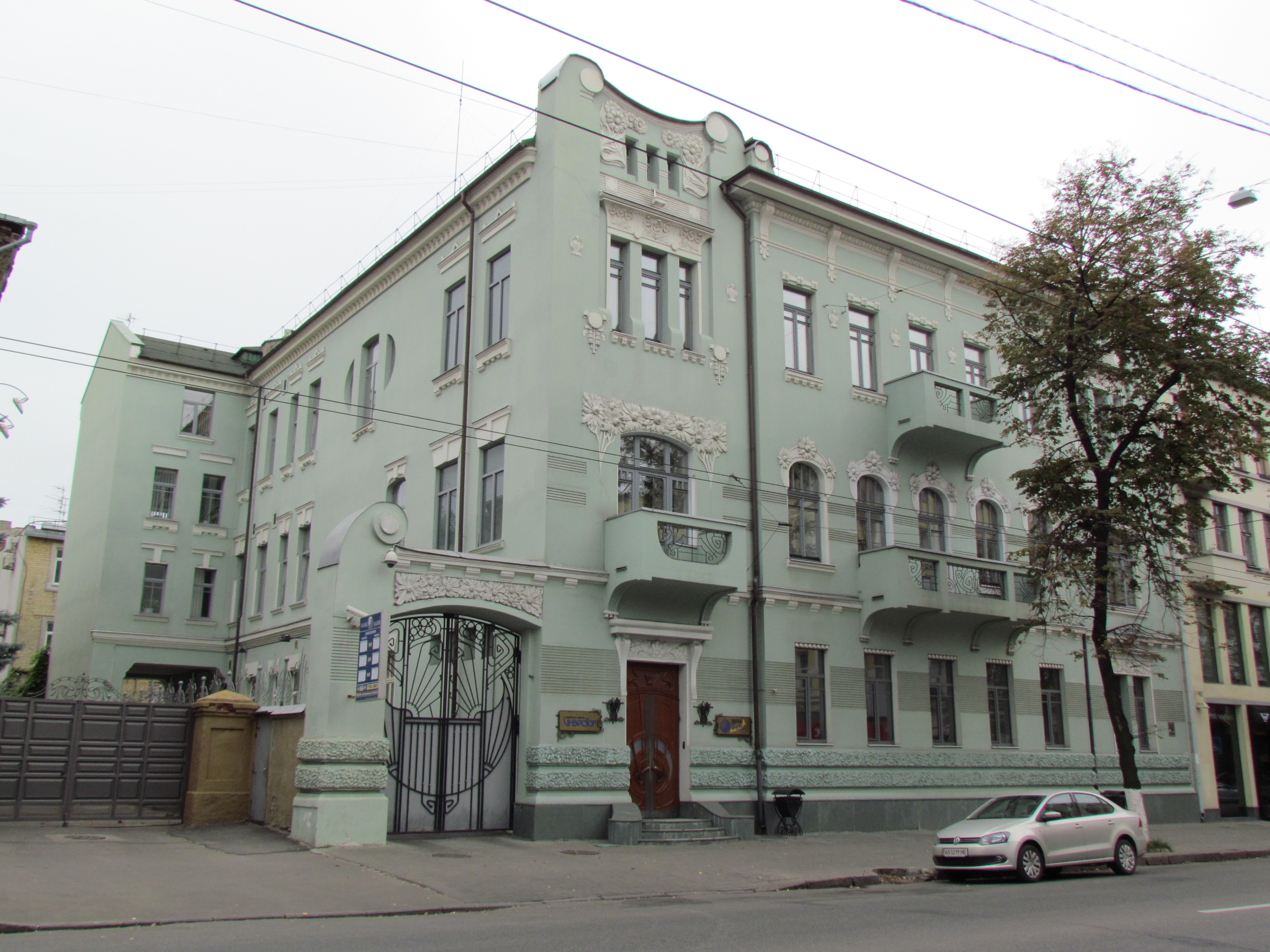
Вул. Сумська, 88
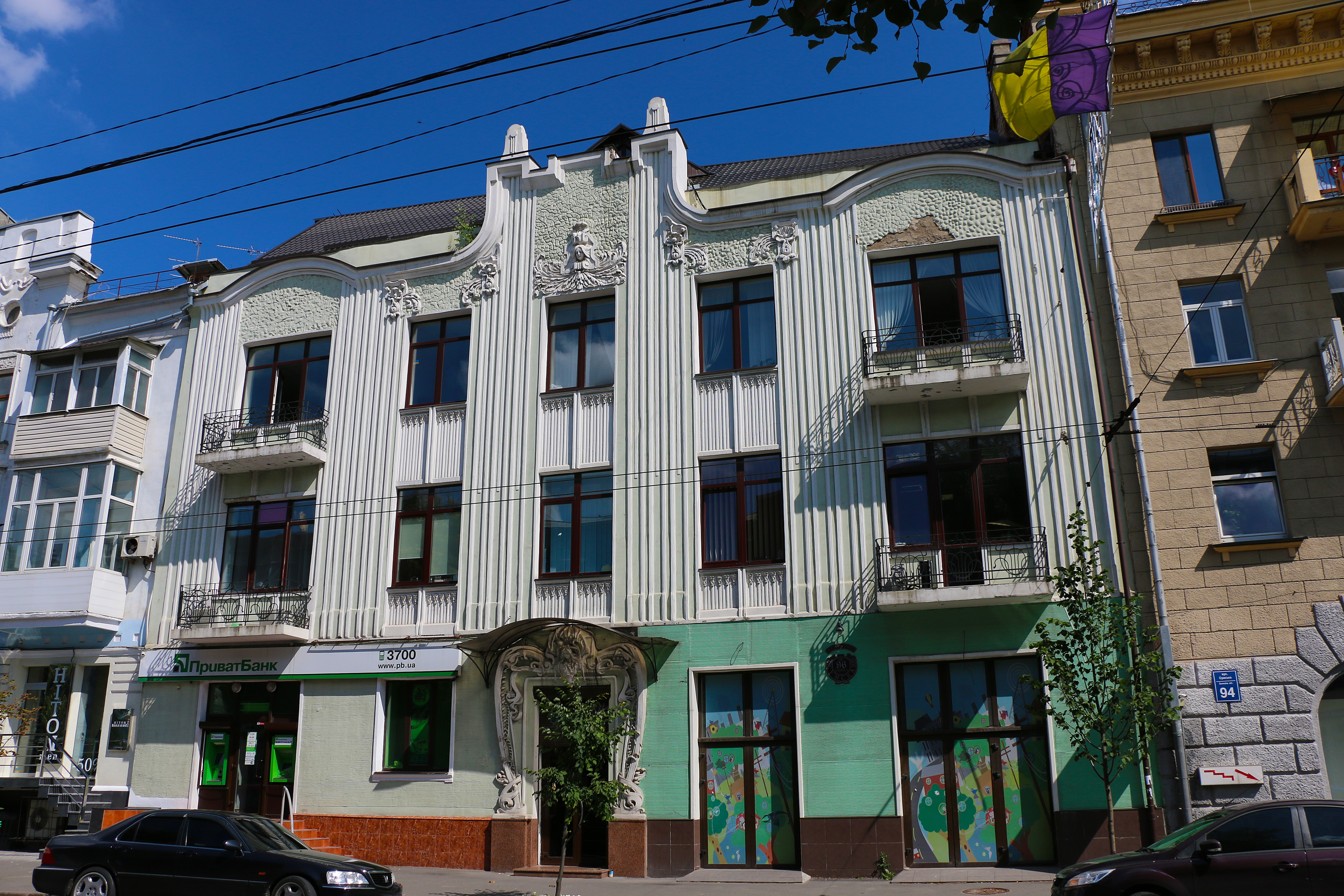
Вул. Сумська, 96
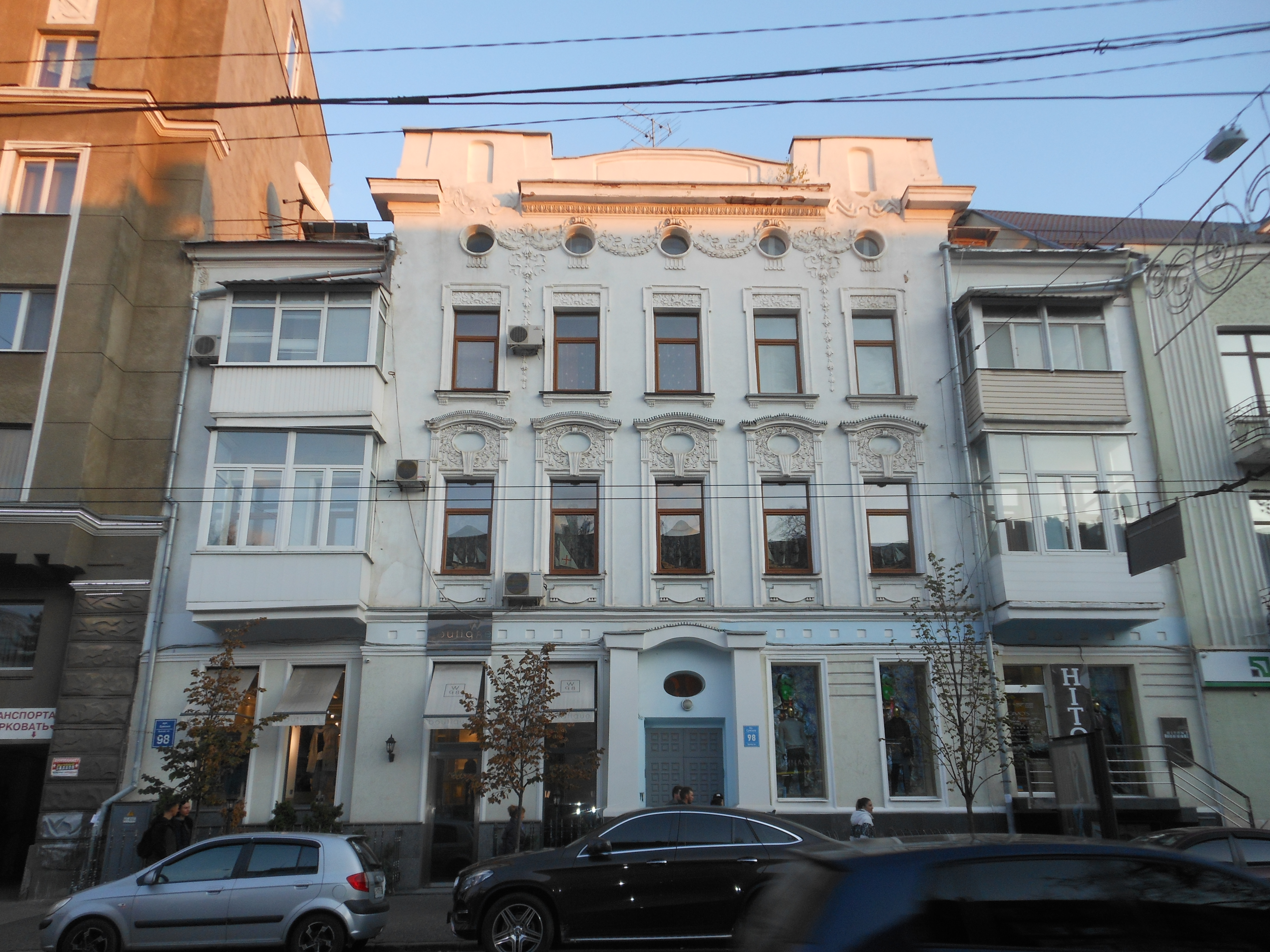
Вул. Сумська, 98
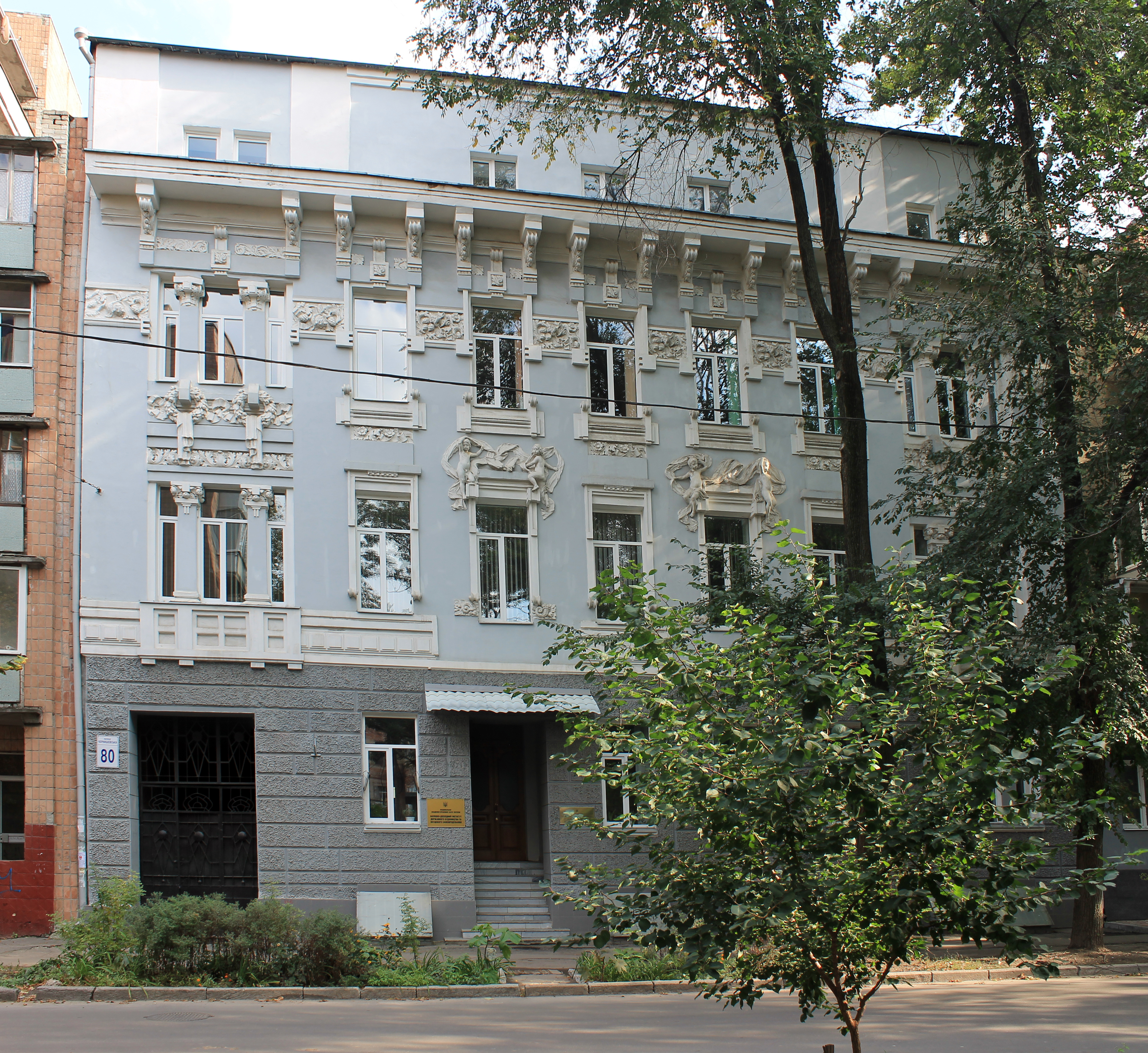
Вул. Чернишевська, 80
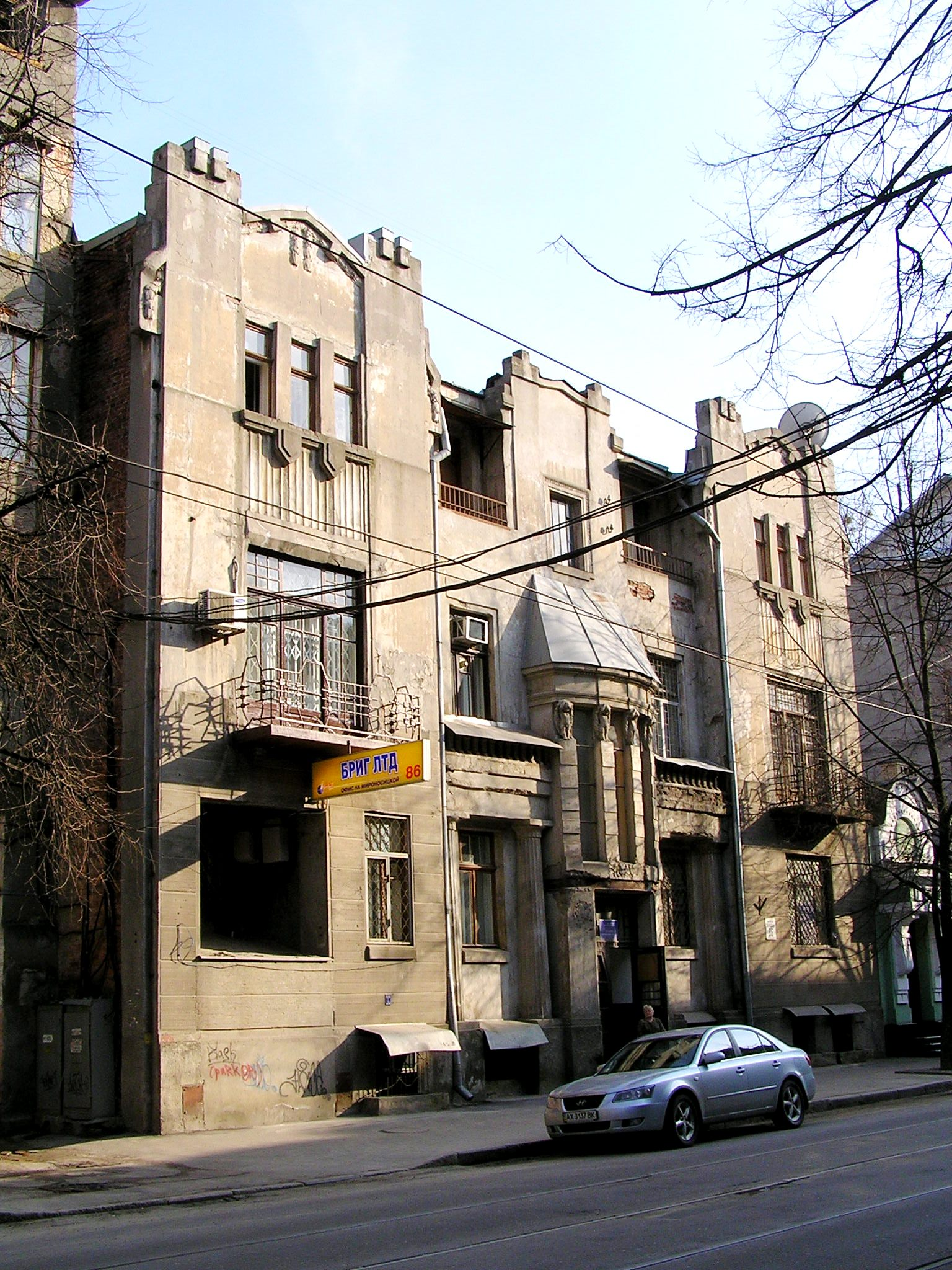
Вул. Мироносицька, 86
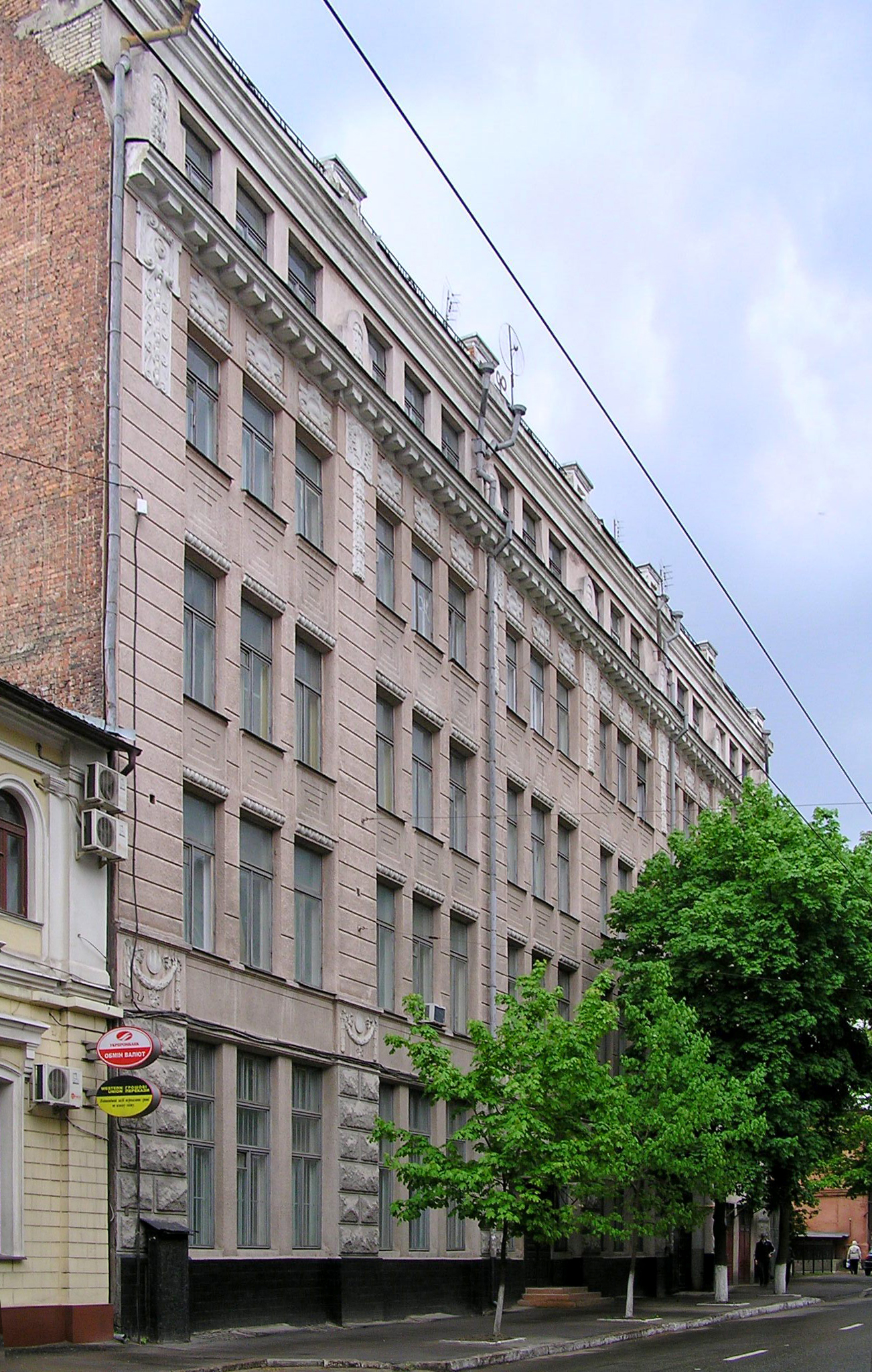
Вул. Коцарська, 9